# Bivak Stuparich
Bivak Stuparich (1.578 m) je planinsko zavetišče v zahodnem italijanskem delu Julijskih Alp. Stoji na razglednem ramenu ob severnem vršnem vznožju Montaža, nad dolino Zajzero, iz katere je dostopen po poti 639 skozi Krnico (Fossa di Carnizza, 2h) oz. po poteh 616/611 (2h 30). Dostopen je tudi po vezni poti od Koče bratov Grego. Bivak je vmesna točka na zelo zahtevni poti Via Amalia na Montaž. V neposredni bližini se nahajajo ostanki italijanske utrdbe iz 1. svetovne vojne. Imenovan je po bratih Carlu in Gianiju Stuparichu, italijanskih prostovoljcih v 1. svetovni vojni, nosilcih Zlate medalje za hrabrost.

## Zemljevid
- Tabacco, št 019, Carta topografica 1:25.000, Alpi Giulie Occidentali - Tarvisiano